# (1773) Rumpelstilz
(1773) Rumpelstilz – planetoida z pasa głównego planetoid okrążająca Słońce w ciągu 3 lat i 295 dni w średniej odległości 2,44 au. Została odkryta 17 kwietnia 1968 roku w Observatorium Zimmerwald w Szwajcarii przez Paula Wilda. Nazwa planetoidy pochodzi od Rumpelstilzchena, postaci z baśni Braci Grimm. Przed nadaniem nazwy planetoida nosiła oznaczenie tymczasowe (1773) 1968 HE.